# Mack Hansen
Mackenzie Hansen (Canberra, 27 marzo 1998) è un rugbista a 15 australiano, internazionale per l'Irlanda, che gioca come tre quarti ala nel Connacht.

## Biografia
Hansen si formò come giocatore nel Daramalan College presso Canberra sua città natale. Al termine degli anni scolastici iniziò a giocare con le Gungahlin Eagles nel campionato regionale del Territorio della Capitale Australiana. Nel 2017 entrò a far parte dei Canberra Vikings dove disputò tre stagioni dell'National Rugby Championship arrivando due volte in finale senza mai vincerla. A partire dal 2018 fu incluso nella rosa dei Brumbies con cui fece il suo debutto professionistico nel corso del Super Rugby 2019. Trascorse tre annate con la franchigia australiana nel corso delle quali conquistò il Super Rugby AU 2020. Nel 2021 si trasferì in Irlanda nel Connacht, con cui esordì nella prima giornata dello United Rugby Championship 2021-2022.
A livello internazionale, Hansen prese parte al Campionato World Rugby Under-20 2018 con la selezione australiana di categoria. Eleggibile per l'Irlanda per via della madre, cittadina irlandese, venne convocato dal ct Andy Farrell per il Sei Nazioni 2022, torneo in cui fece il suo debutto alla prima giornata contro il Galles. Una settimana dopo segnò la sua prima meta internazionale nella sfida con la Francia. Impostosi velocemente come titolare, saltò solamente due incontri di quell'annata. Nel Sei Nazioni 2023 scese in campo in tutte le partite che portarono la nazionale irlandese a conquistare il titolo conseguendo il Grande Slam.

## Palmarès
- Super Rugby AU: 1
Brumbies: 2020